# Cressensac
Cressensac ist eine Ortschaft und eine Commune déléguée in der französischen Gemeinde Barguelonne-en-Quercy mit 629 Einwohnern (Stand 1. Januar 2022) im Département Lot in der Region Okzitanien. Der Ort gehörte zum Arrondissement Gourdon und zum Kanton Martel.
Der Erlass vom 2. August 2018 legte mit Wirkung zum 1. Januar 2019 die Eingliederung von Cressensac als Commune déléguée zusammen mit der früheren Gemeinde Sarrazac zur Commune nouvelle Cressensac-Sarrazac fest. Der Verwaltungssitz befindet sich in Cressensac.
Der Name der Gemeinde könnte von einem Landgut des Crescens oder Crescentitts in der gallorömischen Zeit abgeleitet sein.
Die Einwohner werden Cressensacois und Cressensacoises genannt.

## Geographie
Cressensac liegt circa 35 km nordnordöstlich von Gourdon in der historischen Provinz Quercy an der nördlichen Grenze zum benachbarten Département Corrèze.
Umgeben wird Cressensac von vier Nachbargemeinden und einer Commune déléguée von Cressensac-Sarrazac:
|        | Nespouls (Corrèze)                          | Turenne (Corrèze)              |
|        | Kompassrose, die auf Nachbargemeinden zeigt | Sarrazac (Cressensac-Sarrazac) |
| Gignac |                                             | Cuzance                        |

## Geschichte
Auf dem Gebiet der Gemeinde sind zahlreiche Megalithen zu sehen: Dolmen, Hügelgräber und Menhire, die eine menschliche Präsenz während der Jungsteinzeit belegen.
Das Gebiet wurde von dem keltischen Stamm der Kadurker bewohnt, die das heutigen Quercy besetzten. Cressensac erfuhr nacheinander Invasionen Vandalen und  Westgoten, die Ankunft der Franken, die Angliederung an das Königreich Frankreich und die englische Besetzung durch die Herzöge von Aquitanien.
Im neunten Jahrhundert ist Cressensac Teil der Vizegrafschaft Turenne. Die Vizegrafen nutzten die Schwäche der zentralen Macht, um wichtige Privilegien (insbesondere Gerichtsbarkeit und Geldprägung) zu sichern. Die Vizegrafschaft blieb praktisch unabhängig bis zum Jahre 1738. Ein Merkmal dieses Gebiets war die Schwäche bei der Steuerabgabe.
Im Jahr 1738 verkaufte der verschuldete Vizegraf (und Herzog von Bouillon) seine Vicomté. Von nun an unterlagen die Pfarrgemeinde und die Gemeinschaft von Cressensac den Gesetzen des Königreichs, zahlten Steuern, stellten Soldaten und Milizen bereit und beherbergten die Truppen. Dies führte zu Unruhen, die die Marschälle von Souillac zum Eingreifen zwangen. Jüngere suchten nun anderswo ihr Glück, beispielsweise in Amerika.
Die Pfarrgemeinde Cressensac wurde wahrscheinlich am Ende des 11. oder zu Beginn des 12. Jahrhunderts gegründet. Sein Gebiet wurde von zwei benachbarten Gemeinden, Gignac und Sarrazac, entnommen. Die Gründung ist wahrscheinlich auf eine erneute Spende an eine Abtei zurückzuführen.
Im späten 14. oder frühen 15. Jahrhundert, entstand die Landgemeinschaft, der Ursprung der Zivilverwaltung der Landgemeinde in der Vizegrafschaft. In dieser Zeit des Hundertjährigen Krieges benötigte der Vizegraf alle seine Männer, um sich gegen die englischen Truppen zu wehren. Als Gegenleistung für ein „Pfand“ (Steuer) erhielten die Einwohner der Gemeinden als Gegenleistung „Freiheiten und Privilegien“.
Mit der Französischen Revolution wurde im Jahr 1789 aus der Pfarrgemeinde eine Gemeinde, ihre Grenzen bleiben jedoch gleich. Im Jahr 1846 wurde ein Teil der Gemeinde Sarrazac mit 21 Familien an Cressensac angegliedert. Die Grundlage war, dass diese Familien wegen der größeren Entfernung zur Kirche von Sarrazac anlässlich von Taufe und Beerdigung regelmäßig zur Kirche von Cressensac kamen.
Sully ließ die spätere Route nationale 20 durch Cressensac anlegen. Sie gab der Gemeinde einen erheblichen wirtschaftlichen Aufschwung. Sie profitiert von Handel und lokalen Dienstleistungen und einem vielfältigen Handwerk. Die Trüffelernte war der Ausgangspunkt für den Bau wichtiger Häuser.

## Einwohnerentwicklung
Nach Beginn der Aufzeichnungen stieg die Einwohnerzahl bis zur zweiten Hälfte des 19. Jahrhunderts auf einen Höchststand von rund 1.230. In der Folgezeit sank die Größe der Gemeinde bei kurzen Erholungsphasen bis zu den 1950er Jahren auf rund 630 Einwohner, ein Niveau, auf das sie sich bis heute stabilisieren konnte.
| Jahr      | 1962 | 1968 | 1975 | 1982 | 1990 | 1999 | 2006 | 2011 | 2022 |
| --------- | ---- | ---- | ---- | ---- | ---- | ---- | ---- | ---- | ---- |
| Einwohner | 625  | 596  | 620  | 639  | 570  | 570  | 647  | 642  | 629  |

## Sehenswürdigkeiten

### PfarrkircheSaint-Barthélemy
Nur ein Teil der Apsis, die vermutlich aus dem Ende des 14. Jahrhunderts stammt, ist heute übrig geblieben. Zwischen 1549 und 1600 könnte die Kirche neu gebaut worden sein. Im Jahre 1723 drohte sie vom „Glockenturm bis zum Altarraum“ einzustürzen. Nach der Französischen Revolution war sie weiterhin in einem schlechten Zustand mit einem zerstörten Fußboden und einem eingestürzten Dachstuhl. Zu Beginn des 19. Jahrhunderts besaß nur der Chor ein Gewölbe. In den Jahren 1810 und 1854 wurden zwei Seitenkapellen errichtet. Ab 1874 wurde eine vollständige Restaurierung des Gebäudes vorgenommen, geleitet von Abt Chevalt, dem berühmten Restaurator von Rocamadour. Die Glasfenster stammen von Louis-Victor Gesta und Saint-Blancat aus Toulouse aus dem Jahre 1934. Das gesamte Gebäude weist einen neugotischen Stil auf, der ihm eine große Einheit verleiht, die durch eine Wandmalerei aus derselben Zeit betont wird, die Wände und architektonische Elemente bedeckt.
Die viereckige Apsis ist aus Werksteinen errichtet. Das Fenster in der Längsachse ist heute zugemauert. Auf ihrer Nord- und Südseite erstrecken sich Strebepfeiler fast bis zum Dach. Das Kreuzrippengewölbe des Chors könnte ursprünglich sein. Aufgrund seines heutigen Zustands lässt sich dies aber nicht mit Sicherheit bestimmen. Ein großes Altarbild aus dem frühen 19. Jahrhundert schmückt den Chor und rahmt eine große Leinwand ein, die die Kreuzigung darstellt, überragt von der Figur Gottes des Vaters in vergoldetem Holz, umgeben von Wolken.
Zwei Ölgemälde stammen aus dem Jahr 1855 von der Malerin Eugénie Froidure de Pelleport und sind Gaben des Kaisers Napoleon III. Das erste Ölgemälde mit der Darstellung Mariä Aufnahme in den Himmel ist seit dem 22. Juni 1973 als Monument historique eingeschrieben. Das andere Werk zeigt die biblische Szene der Unbefleckten Empfängnis mit sechs Personen. Es ist eine Kopie eines Gemäldes vom spanischen Maler Bartolomé Esteban Murillo.

### Schloss Tersac
Die bis heute erhaltenen Fenster lassen den ursprünglichen Bau mit einem rechteckigen Grundriss auf den Beginn des 14. Jahrhunderts datieren. Es könnte sich bei dem aus Werksteinen errichtete Gebäude um den „viereckigen Turm“ handeln, der in den Schriften der Vizegrafschaft Turenne erwähnt wird. Der Treppenturm stammt aus dem 16. Jahrhundert, ein an ihm angebauter runder Turm ist im 20. Jahrhundert eingestürzt. Die Ausdehnung des Wohntrakts wurde in moderner Zeit nach Osten hin verdoppelt.
Die Familie Faydit aus dem Limousin waren Seigneurs im 13. Jahrhundert. Eine Zeit lang teilten sie sich die Grundherrschaft mit der Familie Réveillon, aber ab 1460 blieben sie die alleinigen Seigneurs von Tersac. Im Rahmen des Hundertjährigen Krieges wurde das Schloss von englischen Truppen eingenommen und die Familie Faydit floh nach Cressensac. Im Jahre 1748 folgte die Familie Castres auf die Faydits. Während der Französischen Revolution wurde das Schloss beschlagnahmt und gelangte 1830 über eine Heirat in die Hände der Familie Quercy, die es bis 1918 behielten.
Auf der Südseite des Gebäudes ist ein Zwillingsfenster erhalten geblieben mit einem Sturz in Form eines Satteldachs und mit glatten Kapitellen. Auf der Nordseite sind die Überreste eines rechteckigen Gitterfensters zu erkennen. Der Eingang zur Wendeltreppe ist von einem monolithischen Block bedeckt, in dem das Tympanon und der Kielbogen ausgeschnitten sind. Das auf dem Tympanon befindliche Wappen ist nicht mehr zu identifizieren.

### Schloss Chausseneige
Die Datierung der Ursprünge des heutigen Schlosses lässt sich anhand von zwei Türmen vornehmen. Ein viereckiger Turm mit zwei restaurierten Zwillingsfenstern stammt aus dem 13. Jahrhundert, ein hoher rechteckiger Turm aus dem 14. Jahrhundert. Der Rest des Gebäudes stammt hauptsächlich aus dem Anfang des 16. Jahrhunderts. Nach einem Brand erfuhr das Schloss eine umfangreiche Restaurierung im Jahre 1897 im Troubadour-Stil.
Der Name des Schlosses hat in den Jahrhunderten stark variiert, von Cazenioul, Saugenjoul, Chauzenous, Chassenéjouls, Chaussenéjouls oder Chaussenéjoux, zu heute Chaussenège oder Chausseneige. Vor dem 15. Jahrhundert gehörte die zugehörige, von der Vizegrafschaft Turenne abhängige Seigneurie der Familie Galvanh, der die Familie Maynard folgte. Der Adelige Antoine Maynard ist 1444 Grundherr von Chassenéjouls. Seine Familie war zweifellos mit den Maynards aus Donzenac im Limousin verwandt. Am Ende des 18. Jahrhunderts führte Goudin de Pauliac, ein Schwiegersohn der Familie, die Grundherrschaft. Nach der Französischen Revolution wurde der Besitz wieder an die Nachkommen der Familien Maynard und Goudin de Pauliac zurückgegeben.
Die Gebäude sind U-förmig um einen geschlossenen Innenhof angeordnet, der sich nach Südwesten durch einen Säulengang aus dem 19. Jahrhunderts geöffnet. An der südlichen Ecke birgt ein viereckiger Turm, der eine Kapelle birgt. Er wurde durch eine mit Maschikuli bewehrte Kurtine verlängert, an die im 17. Jahrhundert ein neuer, von Scharwachttürmen eingerahmter Zugangsbau angefügt wurde. Ein Wohntrakt, der mit Maschikuli bekrönt ist, stammt vermutlich aus dem 14. Jahrhundert und nimmt die gesamte Nordostseite ein. Eine sieben Meter hohe und 2,25 Meter dicke Mauer schließt die nordwestliche Seite ab. Das durch sie geschützte rechteckige Gebäude ist niedriger, mit höchstens 1,05 Meter dicken Wänden ausgestattet. Es diente als Hauptgebäude und ist ebenfalls mit Maschikuli in einer Weise bekrönt, die an die Burgen in Avignon im 14. Jahrhundert erinnert. Ein ermöglicht den Zugang zu den oberen Stockwerken. Am Fuß eines Treppenturms führt eine mit verschiebbaren Balken versehenen Tür über Spindeltreppe zu einer schmalen Terrasse, die an allen Seiten mit Maschikuli umsäumt ist.

### Haus Neyragues
Das Haus im gleichnamigen Weiler dürfte nicht früher als aus dem 16. Jahrhundert datieren, wobei das Hauptgebäude zu einem späteren Zeitpunkt erhöht wurde. Der Kamin stammt vermutlich aus dem 17. Jahrhundert. Ein hohes Dachgeschoss überragt das Erdgeschoss, welches von einem einzigen Raum ausgefüllt wird. Die einzigen Wandöffnungen des Erdgeschosses sind eine Tür und ein kleines quadratisches abgeschrägtes Fenster, dessen Sturz mit einem Kielbogen verziert ist. Sie werden von einem stark überhängenden Vordach geschützt. Ein kleines abgeschrägtes Fenster auf der Giebelseite gibt Licht in das Dachgeschoss.